# Roberto Venturato
Roberto Venturato (Atherton, 14 aprile 1963) è un allenatore di calcio ed ex calciatore italiano di ruolo centrocampista.

## Biografia
Nasce in Australia da genitori veneti emigrati negli anni 1960; con la famiglia fa ritorno in provincia di Treviso nel 1973. Nel corso della sua carriera si stabilisce poi a Cremona, avendo giocato e allenato per molti anni in squadre della provincia, e nei primi anni da allenatore vi lavora come promotore finanziario.

## Caratteristiche tecniche

### Giocatore
Mezzala di passo lento, giocava con compiti prevalentemente di regista.

### Allenatore
Predilige l'utilizzo del modulo 4-3-1-2, pur avendo sperimentato altre varianti nelle squadre da lui allenate. Ai tempi del Pizzighettone schierava la squadra con un 4-4-2 elastico.

## Carriera

### Giocatore
Cresciuto nel Montebelluna, nel 1982 passa alla Cremonese dove viene impiegato prevalentemente nella formazione Primavera; gioca in prima squadra solamente in Coppa Italia, anche a causa di una frattura del perone. L'anno successivo passa al Pergocrema, in Serie C2, dove subisce un nuovo infortunio dovuto a un incidente stradale che ne compromette la stagione e il prosieguo della carriera.
Inizialmente intenzionato a interrompere l’attività agonistica, viene ingaggiato dal Giorgione dove milita per tre stagioni, e nel 1987 torna al Pergocrema. Con i cremaschi rimane fino al 1993, con l'eccezione di una stagione nel Campionato Interregionale con il Venezia, militando sempre in Serie C2. Lasciato il Pergocrema, prosegue tra i dilettanti con il Treviso (Campionato Nazionale Dilettanti 1993-1994) e poi con il Pizzighettone, con cui vince il campionato di Eccellenza Lombardia 1994-1995 e partecipa alla successiva stagione nel Campionato Nazionale Dilettanti.

### Allenatore
Dopo il ritiro resta al Pizzighettone come allenatore della formazione juniores e occasionalmente vice allenatore della prima squadra. All’inizio della stagione 2002-2003 subentra all’allenatore Marino Bracchi, colpito da problemi cardiaci, e porta la squadra alla sua prima promozione in Serie C2. Nel campionato di Serie C2 2004-2005 conquista la promozione in Serie C1 vincendo i play-off, e guida la squadra cremonese anche nei due successivi campionati in terza serie.
Lascia il Pizzighettone nell’estate 2007, dopo la retrocessione ai play-out, e nel novembre successivo viene assunto dalla Cremonese come vice di Emiliano Mondonico, in sostituzione di Giancarlo Finardi. Resta ai grigiorossi anche nella stagione successiva, come vice di Ivo Iaconi e poi ancora di Mondonico, a cui subentra nel marzo 2009. Viene riconfermato per la stagione 2009-2010, nella quale perde la finale dei play-off per la promozione in Serie B contro il Varese.
Terminata l’esperienza alla Cremonese resta senza squadra per due anni, e nel 2012 riprende ad allenare in Serie D portando la Pergolettese alla promozione in Lega Pro Seconda Divisione. Non riconfermato dalla squadra cremasca, nell’ottobre 2013 subentra a William Viali sulla panchina del Piacenza, ancora in Serie D. A causa dei risultati negativi ottenuti viene sostituito nuovamente da Viali l’8 gennaio successivo.
Dopo un'altra stagione in Serie D di nuovo alla Pergolettese, nel 2015 viene ingaggiato dal Cittadella, in Lega Pro, sostituendo Claudio Foscarini. Con i veneti vince il campionato e ottiene la promozione in Serie B, oltre a raggiungere la finale di Coppa Italia Lega Pro, e viene riconfermato anche per il campionato di Serie B 2016-2017, nel quale debutta tra i cadetti. La sua prima stagione in B alla guida dei granata termina con un ottimo sesto posto, che vale i play-off (ottenuti in precedenza dal Cittadella solo una volta nella sua storia), dove la squadra sarà eliminata al turno preliminare dal Carpi. Il 29 maggio 2017 rinnova con i Granata per un'altra stagione.
L'anno seguente la squadra arriva di nuovo sesta, venendo eliminata in semifinale play-off dal Frosinone, mentre nel 2018-2019, dopo il settimo posto in classifica, arriva fino alla finale degli spareggi, perdendo però per 3-0 la gara di ritorno con il Verona dopo la vittoria per 2-0 dell'andata. L'anno seguente invece arriva quinto per poi essere eliminato già al turno preliminare degli spareggi, ancora per mano del Frosinone. Nel 2020-2021 arriva sesto perdendo per la seconda volta la finale play-off, questa volta contro il Venezia e dopo aver eliminato il favorito Monza in semifinale. Alla fine della stagione, dopo 270 partite alla guida del club veneto, si dimette dall'incarico.
Il 5 gennaio 2022 viene nominato nuovo tecnico della SPAL, in Serie B, sostituendo l'esonerato Josep Clotet Ruiz, con la squadra al quindicesimo posto con 20 punti raccolti in 18 partite. Conduce la squadra estense alla salvezza con una giornata d'anticipo, terminando il campionato al quindicesimo posto con 22 punti raccolti in 20 partite. Confermato anche per la stagione successiva, il 9 ottobre 2022, dopo la sconfitta di Frosinone e con la squadra al quattordicesimo posto in classifica con 9 punti raccolti in 8 partite, viene esonerato e sostituito da Daniele De Rossi.

## Statistiche

### Statistiche da allenatore
Statistiche aggiornate al 9 ottobre 2022. In grassetto le competizioni vinte.
| Stagione             | Squadra              | Campionato           | Campionato | Campionato | Campionato | Campionato | Coppe nazionali | Coppe nazionali | Coppe nazionali | Coppe nazionali | Coppe nazionali | Coppe continentali | Coppe continentali | Coppe continentali | Coppe continentali | Coppe continentali | Altre coppe | Altre coppe | Altre coppe | Altre coppe | Altre coppe | Totale | Totale | Totale | Totale | % Vittorie | Piazzamento |
| Stagione             | Squadra              | Comp                 | G          | V          | N          | P          | Comp            | G               | V               | N               | P               | Comp               | G                  | V                  | N                  | P                  | Comp        | G           | V           | N           | P           | G      | V      | N      | P      | %          | Piazzamento |
| -------------------- | -------------------- | -------------------- | ---------- | ---------- | ---------- | ---------- | --------------- | --------------- | --------------- | --------------- | --------------- | ------------------ | ------------------ | ------------------ | ------------------ | ------------------ | ----------- | ----------- | ----------- | ----------- | ----------- | ------ | ------ | ------ | ------ | ---------- | ----------- |
| 2002-2003            | Pizzighettone        | D                    | 34+2       | 15+1       | 12+0       | 7+1        | CI-D            | 2               | 1               | 1               | 0               | -                  | -                  | -                  | -                  | -                  | -           | -           | -           | -           | -           | 38     | 17     | 13     | 8      | 44,74      | 1º (prom.)  |
| 2003-2004            | Pizzighettone        | C2                   | 34+2       | 13+0       | 11+0       | 10+2       | CI-C            | 4               | 0               | 3               | 1               | -                  | -                  | -                  | -                  | -                  | -           | -           | -           | -           | -           | 40     | 13     | 14     | 13     | 32,50      | 5º          |
| 2004-2005            | Pizzighettone        | C2                   | 34+4       | 15+2       | 10+2       | 9+0        | CI-C            | 5               | 2               | 0               | 3               | -                  | -                  | -                  | -                  | -                  | -           | -           | -           | -           | -           | 43     | 19     | 12     | 12     | 44,19      | 2º (prom.)  |
| 2005-2006            | Pizzighettone        | C1                   | 34         | 9          | 16         | 9          | CI-C            | 4               | 2               | 1               | 1               | -                  | -                  | -                  | -                  | -                  | -           | -           | -           | -           | -           | 38     | 11     | 17     | 10     | 28,95      | 11º         |
| 2006-2007            | Pizzighettone        | C1                   | 34+2       | 7+0        | 12+2       | 15+0       | CI-C            | 5               | 3               | 0               | 2               | -                  | -                  | -                  | -                  | -                  | -           | -           | -           | -           | -           | 41     | 10     | 14     | 17     | 24,39      | 16º         |
| Totale Pizzighettone | Totale Pizzighettone | Totale Pizzighettone | 170+10     | 59+3       | 61+4       | 50+3       |                 | 20              | 8               | 5               | 7               |                    | -                  | -                  | -                  | -                  |             | -           | -           | -           | -           | 200    | 70     | 70     | 60     | 35,00      |             |
| mar.-giu. 2009       | Cremonese            | 1D                   | 8          | 4          | 1          | 3          | CI-LP           | 1               | 0               | 0               | 1               | -                  | -                  | -                  | -                  | -                  | -           | -           | -           | -           | -           | 9      | 4      | 1      | 4      | 44,44      | Sub., 9º    |
| 2009-2010            | Cremonese            | 1D                   | 34+4       | 16+2       | 13+0       | 5+2        | CI+CI-LP        | 3+1             | 2+0             | 1+0             | 0+1             | -                  | -                  | -                  | -                  | -                  | -           | -           | -           | -           | -           | 42     | 20     | 14     | 8      | 47,62      | 3º          |
| Totale Cremonese     | Totale Cremonese     | Totale Cremonese     | 42+4       | 20+2       | 14+0       | 8+2        |                 | 3+2             | 2+0             | 1+0             | 0+2             |                    | -                  | -                  | -                  | -                  |             | -           | -           | -           | -           | 51     | 24     | 15     | 12     | 47,06      |             |
| 2012-2013            | Pergolettese         | D                    | 38+2       | 25+0       | 9+0        | 4+2        | CI-D            | 1               | 0               | 0               | 1               | -                  | -                  | -                  | -                  | -                  | -           | -           | -           | -           | -           | 41     | 25     | 9      | 7      | 60,98      | 1º (prom.)  |
| ott. 2013-gen. 2014  | Piacenza             | D                    | 9          | 4          | 1          | 4          | CI-D            | -               | -               | -               | -               | -                  | -                  | -                  | -                  | -                  | -           | -           | -           | -           | -           | 9      | 4      | 1      | 4      | 44,44      | Sub., Eson. |
| 2014-2015            | Pergolettese         | D                    | 36         | 15         | 11         | 10         | CI-D            | 3               | 2               | 0               | 1               | -                  | -                  | -                  | -                  | -                  | -           | -           | -           | -           | -           | 39     | 17     | 11     | 11     | 43,59      | 6º          |
| Totale Pergolettese  | Totale Pergolettese  | Totale Pergolettese  | 74+2       | 40+0       | 20+0       | 14+2       |                 | 4               | 2               | 0               | 2               |                    | -                  | -                  | -                  | -                  |             | -           | -           | -           | -           | 80     | 42     | 20     | 18     | 52,50      |             |
| 2015-2016            | Cittadella           | LP                   | 34         | 23         | 7          | 4          | CI+CI-LP        | 3+7             | 2+4             | 0+2             | 1+1             | -                  | -                  | -                  | -                  | -                  | SC-LP       | 2           | 1           | 0           | 1           | 46     | 30     | 9      | 7      | 65,22      | 1º (prom.)  |
| 2016-2017            | Cittadella           | B                    | 42+1       | 19+0       | 6+0        | 17+1       | CI              | 1               | 0               | 0               | 1               | -                  | -                  | -                  | -                  | -                  | -           | -           | -           | -           | -           | 44     | 19     | 6      | 19     | 43,18      | 6º          |
| 2017-2018            | Cittadella           | B                    | 42+3       | 18+0       | 12+3       | 12+0       | CI              | 4               | 3               | 0               | 1               | -                  | -                  | -                  | -                  | -                  | -           | -           | -           | -           | -           | 49     | 21     | 15     | 13     | 42,86      | 6º          |
| 2018-2019            | Cittadella           | B                    | 36+5       | 12+3       | 15+0       | 9+2        | CI              | 3               | 2               | 0               | 1               | -                  | -                  | -                  | -                  | -                  | -           | -           | -           | -           | -           | 44     | 17     | 15     | 12     | 38,64      | 7º          |
| 2019-2020            | Cittadella           | B                    | 38+1       | 17+0       | 7+0        | 14+1       | CI              | 3               | 1               | 1               | 1               | -                  | -                  | -                  | -                  | -                  | -           | -           | -           | -           | -           | 42     | 18     | 8      | 16     | 42,86      | 5º          |
| 2020-2021            | Cittadella           | B                    | 38+5       | 15+2       | 12+1       | 11+2       | CI              | 2               | 1               | 0               | 1               | -                  | -                  | -                  | -                  | -                  | -           | -           | -           | -           | -           | 45     | 18     | 13     | 14     | 40,00      | 6º          |
| Totale Cittadella    | Totale Cittadella    | Totale Cittadella    | 230+15     | 104+5      | 59+4       | 67+6       |                 | 23              | 13              | 3               | 7               |                    | -                  | -                  | -                  | -                  |             | 2           | 1           | 0           | 1           | 270    | 123    | 66     | 81     | 45,56      |             |
| gen.-giu. 2022       | SPAL                 | B                    | 20         | 4          | 10         | 6          | CI              | -               | -               | -               | -               | -                  | -                  | -                  | -                  | -                  | -           | -           | -           | -           | -           | 20     | 4      | 10     | 6      | 20,00      | Sub. 15º    |
| ago.-ott. 2022       | SPAL                 | B                    | 8          | 2          | 3          | 3          | CI              | 1               | 1               | 0               | 0               | -                  | -                  | -                  | -                  | -                  | -           | -           | -           | -           | -           | 9      | 3      | 3      | 3      | 33,33      | Eson.       |
| Totale SPAL          | Totale SPAL          | Totale SPAL          | 28         | 6          | 13         | 9          |                 | 1               | 1               | 0               | 0               |                    | -                  | -                  | -                  | -                  |             | -           | -           | -           | -           | 29     | 7      | 13     | 9      | 24,14      |             |
| Totale carriera      | Totale carriera      | Totale carriera      | 584        | 243        | 176        | 165        |                 | 53              | 26              | 9               | 18              |                    | -                  | -                  | -                  | -                  |             | 2           | 1           | 0           | 1           | 639    | 270    | 185    | 184    | 42,25      |             |

## Palmarès

### Giocatore

#### Competizioni regionali
- Eccellenza: 1

Pizzighettone: 1994-1995

#### Competizioni interregionali
- Serie D: 1

Montebelluna: 1980-1981
- Campionato Interregionale: 1

Giorgione: 1984-1985

### Allenatore

#### Competizioni interregionali
- Serie D: 2

Pizzighettone: 2002-2003
Pergolettese: 2012-2013

#### Competizioni nazionali
- Lega Pro: 1

Cittadella: 2015-2016